# 6894 Macreid
6894 Macreid (1986 RE2) là một tiểu hành tinh vành đai chính được phát hiện ngày 5 tháng 9 năm 1986 bởi E. F. Helin ở Palomar.